# МЦВ-59 «Стрела-3»
МЦВ-59 «Стрела-3» — малокалиберная произвольная винтовка под патрон кольцевого воспламенения калибра 5,6 мм. Конструктивно идентична спортивной винтовке ЦВ-59 «Зенит-3». Разработана Е. Ф. Драгуновым и И. А. Самойловым на Ижевском машиностроительном заводе. Кучность при стрельбе целевыми патронами на дистанции 50 м со станка — 1,6 см. Выпускалась с 1963 по 1969-й годы. В 1964 году вместе с винтовкой ЦВ-59 «Зенит-3» была удостоена диплома и золотой медали Лейпцигской ярмарки.

## Эксплуатация
- СССР
- Украина — некоторое количество имелось на хранении министерства обороны по меньшей мере до 2012 года (29 февраля 2012 года было принято решение о утилизации 13 винтовок МЦВ-59 «Стрела-3»)[1]